# Cresseveuille
Cresseveuille és un municipi francès situat al departament de Calvados i a la regió de Normandia. L'any 2007 tenia 293 habitants.

## Demografia

### Població
El 2007 la població de fet de Cresseveuille era de 293 persones. Hi havia 79 famílies de les quals 9 eren unipersonals (9 homes vivint sols), 22 parelles sense fills i 48 parelles amb fills.
La població ha evolucionat segons el següent gràfic:
Habitants censats

### Habitatges
El 2007 hi havia 133 habitatges, 91 eren l'habitatge principal de la família, 39 eren segones residències i 3 estaven desocupats. 132 eren cases i 1 era un apartament. Dels 91 habitatges principals, 75 estaven ocupats pels seus propietaris, 15 estaven llogats i ocupats pels llogaters i 1 estava cedit a títol gratuït; 12 tenien tres cambres, 18 en tenien quatre i 61 en tenien cinc o més. 79 habitatges disposaven pel capbaix d'una plaça de pàrquing. A 26 habitatges hi havia un automòbil i a 62 n'hi havia dos o més.

### Piràmide de població
La piràmide de població per edats i sexe el 2009 era:
| Homes | Edats   | Dones |
| ----- | ------- | ----- |
| 0     | 95 o +  | 4     |
| 0     | 90 a 94 | 0     |
| 0     | 85 a 89 | 0     |
| 0     | 80 a 84 | 0     |
| 0     | 75 a 79 | 0     |
| 4     | 70 a 74 | 8     |
| 8     | 65 a 69 | 16    |
| 4     | 60 a 64 | 12    |
| 0     | 55 a 59 | 4     |
| 4     | 50 a 54 | 12    |
| 16    | 45 a 49 | 4     |
| 0     | 40 a 44 | 8     |
| 12    | 35 a 39 | 0     |
| 8     | 30 a 34 | 12    |
| 0     | 25 a 29 | 0     |
| 12    | 20 a 24 | 4     |
| 20    | 15 a 19 | 0     |
| 4     | 10 a 14 | 4     |
| 4     | 5 a 9   | 4     |
| 4     | 0 a 4   | 12    |

## Economia
El 2007 la població en edat de treballar era de 183 persones, 141 eren actives i 42 eren inactives. De les 141 persones actives 136 estaven ocupades (71 homes i 65 dones) i 5 estaven aturades (1 home i 4 dones). De les 42 persones inactives 13 estaven jubilades, 19 estaven estudiant i 10 estaven classificades com a «altres inactius».

### Ingressos
El 2009 a Cresseveuille hi havia 102 unitats fiscals que integraven 294 persones, la mediana anual d'ingressos fiscals per persona era de 18.666 €.

### Activitats econòmiques
Dels 18 establiments que hi havia el 2007, 6 eren d'empreses de construcció, 2 d'empreses de comerç i reparació d'automòbils, 2 d'empreses financeres, 1 d'una empresa immobiliària, 5 d'empreses de serveis, 1 d'una entitat de l'administració pública i 1 d'una empresa classificada com a «altres activitats de serveis».
Dels 2 establiments de servei als particulars que hi havia el 2009, 1 era un guixaire pintor i 1 lampisteria.
L'any 2000 a Cresseveuille hi havia 13 explotacions agrícoles que ocupaven un total de 343 hectàrees.

## Poblacions més properes
El següent diagrama mostra les poblacions més properes.